# Sogamoso
Sogamoso – miasto w Kolumbii, położone w Andach. W 2005 r. miasto to zamieszkiwało 192 278 osób.
W mieście rozwinął się przemysł spożywczy, włókienniczy oraz cementowy.